# Bannur
Bannur é uma panchayat (vila) no distrito de Mysore, no estado indiano de Karnataka.

## Geografia
Bannur está localizada a 12° 20′ N, 76° 52′ L. Tem uma altitude média de 654 metros (2145 pés).

## Demografia
Segundo o censo de 2001, Bannur tinha uma população de 23 190 habitantes. Os indivíduos do sexo masculino constituem 51% da população e os do sexo feminino 49%. Bannur tem uma taxa de literacia de 59%, inferior à média nacional de 59,5%; com 54% para o sexo masculino e 46% para o sexo feminino. 11% da população está abaixo dos 6 anos de idade.